# فيكتورمان 2
فيكتورمان 2 (بالإنجليزية: Vectorman 2)‏ هي لعبة فيديو أكشن صدرت لعبة في 15 نوفمبر 1996 في أمريكا الشمالية، تطوير لعبة من قبل بلوسكاي سوفتوير و نشرتها سيجا لجهاز ميجا درايف . هذه اللعبة تشبه اللعبة السابقة. فيكتورمان لديها مجموعة مختلفة من الأسلحة وتم إنتاج الجزء الثالث من لعبة للجهاز بلاي ستيشن 2 ولكنها أضطرت لإلغاء الإصدار .

## حبكة لعبة
بعد إنقاذ الأرض من الرؤوس الحربية في المباراة السابقة، يتم استهداف بارجة الحمأة فيكتورمان وتدميرها من قبل صاروخ. هرب فيكتورمان، بالمظلات وصولا إلى كوكب الأرض للقتال مع عدو الأرض المتعدد. حشرات متحولة. الآن الأمر متروك لفيكتورمان للقتال من خلال البق الطافرة والعثور على أكثر مصدر مخيف الإصابة. الشر الارملة السوداء الملكة.

## طريقة لعبة
هذه اللعبة تشبه اللعبة السابقة. فيكتورمان لديها مجموعة مختلفة من الأسلحة، بما في ذلك شعاع النبض، واطلاق النار على الطاقة، والمدافع سوبيرشوت. فيكتورمان يمكن أيضا أن تتحول الآن إلى أشكال الحشرات مثل النمل النار، وحيد القرن، و «الدرع الشوائب» الذي يصد الهجمات. على عكس فيكتورمان الأصلي، والتحولات على مستوى كامل واردة في هذه اللعبة لا تستخدم لمكافحة زعماء كما يترك هذا إلى فيكتورمان شكل الإنسان. هناك 22 مستويات مقسمة إلى سبعة أجزاء في كل شيء.

## وصلات خارجية
- فيكتورمان 2 على موبي غيمز.